# ویلیام استاویلی
ویلیام استاویلی (انگلیسی: William Staveley؛ ۲۹ ژوئیه ۱۷۸۴ – ۴ آوریل ۱۸۵۴ (۶۹ ساله)) فرد نظامی اهل پادشاهی متحد بریتانیای کبیر و ایرلند بود. وی برندهٔ جوایزی همچون نشان حمام شده‌است.
او افسر ارتش بریتانیا بود که در جنگ شبه جزیره جنگید و بعداً فرمانده و معاون فرماندار هنگ کنگ شد.